# Банкер-Гілл (Індіана)
Банкер-Гілл (англ. Bunker Hill) — місто (англ. town) в США, в окрузі Маямі штату Індіана. Населення — 814 особи (2020).

## Географія
Банкер-Гілл розташований за координатами 40°39′33″ пн. ш. 86°6′6″ зх. д. / 40.65917° пн. ш. 86.10167° зх. д. (40.659216, -86.101697).  За даними Бюро перепису населення США в 2010 році місто мало площу 1,09 км², з яких 1,09 км² — суходіл та 0,00 км² — водойми.

## Демографія
Згідно з переписом 2010 року, у місті мешкало 888 осіб у 366 домогосподарствах у складі 249 родин. Густота населення становила 817 осіб/км².  Було 445 помешкань (410/км²).
Расовий склад населення:
| - 93,7 % — білих - 1,6 % — чорних або афроамериканців - 0,8 % — корінних американців - 0,8 % — азіатів |

До двох чи більше рас належало 2,5 %. Частка іспаномовних становила 2,0 % від усіх жителів.
За віковим діапазоном населення розподілялося таким чином: 25,7 % — особи молодші 18 років, 60,0 % — особи у віці 18—64 років, 14,3 % — особи у віці 65 років та старші. Медіана віку мешканця становила 37,4 року. На 100 осіб жіночої статі у місті припадало 93,5 чоловіків;  на 100 жінок у віці від 18 років та старших — 91,3 чоловіків також старших 18 років.
Середній дохід на одне домашнє господарство  становив 41 799 доларів США (медіана — 34 583), а середній дохід на одну сім'ю — 48 297 доларів (медіана — 45 313). За межею бідності перебувало 22,9 % осіб, у тому числі 38,3 % дітей у віці до 18 років та 6,5 % осіб у віці 65 років та старших.
Цивільне працевлаштоване населення становило 228 осіб. Основні галузі зайнятості: виробництво — 28,5 %, освіта, охорона здоров'я та соціальна допомога — 14,5 %, мистецтво, розваги та відпочинок — 11,4 %, публічна адміністрація — 10,1 %.